# Archidiecezja Agrigento
Archidiecezja Agrigento (łac. Archidiœcesis Agrigentina) – archidiecezja metropolitalna Kościoła rzymskokatolickiego we Włoszech, a ściślej w południowej części Sycylii. Należy do regionu kościelnego Sycylia. Wszystkie jej parafie leżą w granicach świeckiej prowincji Agrigento. Powstanie biskupstwa w Agrigento datowane jest już na I wiek. W roku 2000 diecezja została podniesiona do rangi archidiecezji, której arcybiskup jest zarazem metropolitą.

## Główne świątynie
- Archikatedra: Bazylika archikatedralna św. Gerlanda w Agrigento
- Konkatedry:
  - Konkatedra Świętego Krzyża w Villaseta
  - Konkatedra św. Dominika w Agrigento
- Bazyliki mniejsze:
  - Bazylika Maryi Niepokalanej w Agrigento
  - Bazylika Najświętszej Maryi Panny Nieustającej Pomocy w Sciacca
  - Bazylika św. Kalogera w Monte di Sciacca

## Biskupi
- Alessandro Damiano – arcybiskup metropolita
- kard. Francesco Montenegro – emerytowany arcybiskup
- Carmelo Ferraro – emerytowany arcybiskup